# دمي أقا
دمي أقا (بالفارسية: دمی آقا) هي قرية تقع في قسم حبلرود الريفي في إيران. يقدر عدد سكانها بـ 77 نسمة بحسب إحصاء 2016.